# Лесли, Джордж, 4-й граф Роутс
Джордж Лесли, 4-й граф Роутс (англ. George Leslie, 4st Earl of Rothes; 2 августа 1484 — 24 ноября 1558) — шотландский дворянин и дипломат.

## Биография
Родился 2 августа 1484 года. Старший сын Уильяма Лесли, 3-го графа Роутса и 3-го лорда Лесли, павшего в битве при Флоддене в 1513 году, и Маргарет Бальфур.
Джордж Лесли стал преемником своего отца Уильяма Лесли, 3-го графа Роутса, который, в свою очередь, был преемником своего старшего брата, Джорджа Лесли, 2-го графа Роутса.
Одним из его первых действий был выкуп, путем покупки, части земель поместья баронства Баллинбрейх (Файф), которое Яков IV Шотландский продал Эндрю Бартону. 1 апреля 1517 года он получил хартию на себя и Маргарет Крайтон, тогдашнюю его невесту. Из хартии следует, что оплата была произведена за оставшуюся часть земель, не принадлежавших Лесли, Маргарет. Затем земли были объединены в баронство, и Лесли были предоставлены земли и баронство Баллинбрейх в Файфе с землями Маргарет в пожизненную ренту, и все другие земли, принадлежавшие покойному Джорджу, графу Роутсу, и корона отказалась от всех прав и потерь от земель.
Он был шерифом Файфа с 1529 по 1540 год, лордом сессионного суда с 1541 года и лордом статей с 1544 года.
Джордж Лесли сопровождал короля Шотландии Якова V в его свадебном путешествии во Францию в 1536 году. Его судили за убийство кардинала Битона и оправдали в 1546 году. Он был послом в Дании в 1550 году и умер в Дьепе, Франция, в 1558 году.
Лорд Роутс умер, возвращаясь с церемонии бракосочетания Марии, королевы Шотландии, свидетелем которой он был. Несколько других шотландских комиссаров умерли, лорд Флеминг в Париже, епископ Оркнейский и граф Кассиллис в Дьепе в ту же ночь, что и Джордж, 24 ноября 1558 года. Ходили слухи, что они были убиты из-за своей позиции по вопросу о передаче короны-матримониала Шотландии дофину.

## Семья
В 1517 году Джордж Лесли женился первым браком на Маргарет Крайтон (до 1493 — до 1546), внебрачной дочери Уильяма Крайтона, 3-го лорда Крайтона, от принцессы Маргарет Стюарт. Маргарет была вдовой Уильяма Тодрига (? — 1507) и Джорджа Халкерстоуна (убитого в битве при Флоддене 9 сентября 1513 года). Этот брак был расторгнут указом о разводе 27 ноября 1520 года. Маргарет, однако, уже имела пожизненную ренту на земли графства (те, что в Баллинбрейхе, упомянутые ранее) и, таким образом, появляется в каждой крупной Хартии графства вплоть до октября 1542 года. Это, в свою очередь, привело к путанице и предположениям о повторном браке между парой.
У Джорджа и Маргарет было пятеро детей:
- Норман Лесли, мастер Роутс (? — 29 августа 1554), который был замешан в убийстве кардинала Битона и осаде замка Сент-Эндрюс. Норман умер раньше своего отца, поэтому следующим графом стал Эндрю Лесли, сын от третьего брака Джорджа с Агнес, дочерью Джона Сомервилля из Камбуснетана, Ланаркшир.
- Достопочтенный Уильям Лесли из Кэрни, конфискован за участие в убийстве кардинала Битона
- Леди Хелен Лесли (1520 — 26 октября 1594), 1-й муж — Гилберт Сетон из Парброата, 2-й муж — Марк Керр, комендатор Ньюбаттла[2].
- Леди Джанет Лесли (? — 17 декабря 1591), 1-й муж — Дэвид Крайтон из Нотона (? — 1553); 2-й муж — Джон Грант, 4-й из Фрейхи (? — 1585); 3-й муж — Джеймс Элфинстоун (? — 1599)
- Достопочтенный Роберт Лесли из Ардерсьера (ок. 1520 — 22 сентября 1588)
- Леди Маргарет Лесли, в 1575 году она вышла замуж за Арчибальда Дугласа, 8-го графа Ангуса (развелась в 1587 году).

Джордж Лесли развелся с Маргарет Крайтон 27 ноября 1520 года и женился вторым браком 5 июня 1525 года на Элизабет Грей (? — 1527), дочери Эндрю Грея, 3-го лорда Грея, и его жены Джанет Кейт, дочери сэра Роберта Кейта, маршала Шотландии. Она была вдовой Джона Лайона, 4-го лорда Глэмиса, и Александра Гордона, 3-го графа Хантли. У них не было детей.
Джордж Лесли женился в третий раз на Агнес Сомервиль (? — 1541/1543), дочери Джона Сомервиля из Камбуснетана, вдовы Джона Флеминга, 2-го лорда Флеминга.
Дети Джорджа и Агнес Сомервилл:
- Эндрю Лесли, 5-й граф Роутс (? — 1611), старший сын и преемник отца.
- Достопочтенный Питер Лесли, пастор Роутс
- Достопочтенный Джеймс Лесли
- Леди Беатрикс Лесли, вышедшая замуж за Дэвида Битона из Крейха.
- Леди Элизабет (или Изабель) Лесли, вышла замуж за Дэвида Лесли из Инвердовейта, Файф[3] .
- Леди Агнес Лесли (ок. 1542 - ок. 1606), в 1554 году она вышла замуж за Уильяма Дугласа из Лохлевена, впоследствии графа Мортона.
- Леди Юфимия Лесли (? — 1588), вышла замуж за Джорджа Лермонта из Балкоми.

В четвертый раз лорд Роутс женился на Изабель Ланди, вдове 7-го графа Кроуфорда, без потомства.